# Frank Leo
Francis Leo (Montreal, 30 de junho de 1971), mais conhecido como Frank Leo, é um cardeal canadense da Igreja Católica, atual arcebispo de Toronto.

## Biografia

### Formação sacerdotal e ministério
Nasceu em Montreal em 30 de junho de 1971 de pais imigrantes italianos e aos 19 anos ingressou no seminário de Montreal, onde foi ordenado sacerdote em 14 de dezembro de 1996, sendo incardinado na arquidiocese de Montreal.
Em 2006 iniciou a sua preparação para o serviço diplomático na Pontifícia Academia Eclesiástica. Em 2008 começou a trabalhar na nunciatura apostólica na Austrália e depois foi contratado pela missão diplomática em Hong Kong. Em janeiro de 2012 foi nomeado Capelão de Sua Santidade pelo Papa Bento XVI, que lhe deu o título de Monsenhor.
Também fez pós-graduação em direito canônico na Pontifícia Universidade Lateranense e diplomacia e direito internacional, e doutorado em teologia sistemática pela Universidade de Dayton com especialização em Mariologia, licenciatura em filosofia, na Pontifícia Universidade Lateranense, um Diploma em estudos clássicos pela Universidade de Montreal e um Certificado de Pós-Graduação em Direção Espiritual no Aquinas Institute of Theology.
Retornando a Montreal em 2012, foi nomeado diretor e professor de teologia dogmática no Seminário Maior, diretor do Departamento de Direito Canônico do Institut de Formation Théologique de Montréal e vice-presidente da obra vocacional diocesana. De 2013 a 2015 foi membro do conselho presbiteral. Em 2013, fundou a Canadian Mariological Society e tornou-se seu primeiro diretor.
De 2015 a 2021 foi secretário geral da Conferência dos Bispos Católicos do Canadá e junto com os demais membros foi recebido anualmente em audiência papal em 3 de dezembro de 2015, em 10 de novembro de 2016,, em 9 de dezembro de 2017,  em dezembro de 2018, em 12 de dezembro de 2019, e 9 de dezembro de 2021.
Entre 2021 e 2022, foi o vigário-geral, além de moderador da Cúria Arquidiocesana de Montreal.
Ele ensinou em Montreal, Canberra, Dayton e Ottawa. Linguisticamente fala inglês, francês, italiano e espanhol.

### Ministério episcopal
Em 16 de julho de 2022 foi nomeado bispo auxiliar de Montreal com a atribuição da sé titular de Tamada. Ele recebeu a ordenação episcopal no dia 12 de setembro seguinte na Catedral-basílica de Maria Rainha do Mundo, dada pelo Arcebispo de Montreal, Christian Lépine, coadjuvado pelo Bispo de Timmins, Serge Patrick Poitras e pelo Bispo de Hamilton, David Douglas Crosby, O.M.I..
Em 11 de fevereiro de 2023, o Papa Francisco o transferiu para o cargo de Arcebispo Metropolitano de Toronto, sucedendo o Cardeal Thomas Christopher Collins, que renunciou por ter atingido o limite de idade. Suas primeiras palavras ao receber a notícia da nomeação foram: “É com muita humildade que aceito esta nomeação do Santo Padre para servir os fiéis da Arquidiocese de Toronto. Agradeço ao Papa Francisco pela confiança que em mim depositou. Foi um compromisso inesperado, mas aprendi em meu sacerdócio e em meu serviço à Igreja que os planos especiais de Deus para nós se desenrolam em momentos inesperados que levam a bênçãos tremendas".
Durante o Angelus de 6 de outubro de 2024, Papa Francisco anunciou que o criaria cardeal no Consistório de 7 de dezembro de 2024. Recebeu o barrete vermelho, o anel cardinalício e o título de cardeal-presbítero de Nossa Senhora da Saúde em Primavalle.